# シュッテ＝ランツ

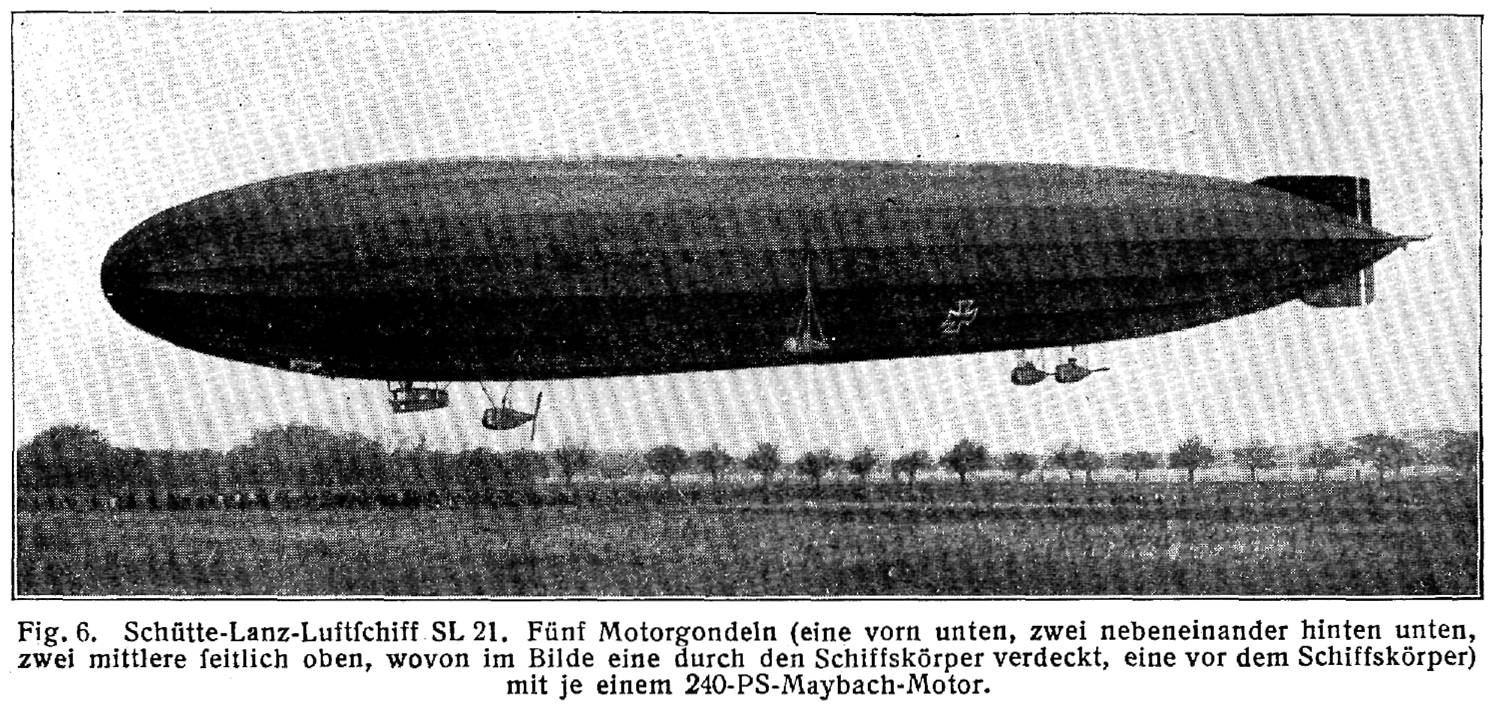
SL21。240馬力のマイバッハエンジンを5基備えていた。

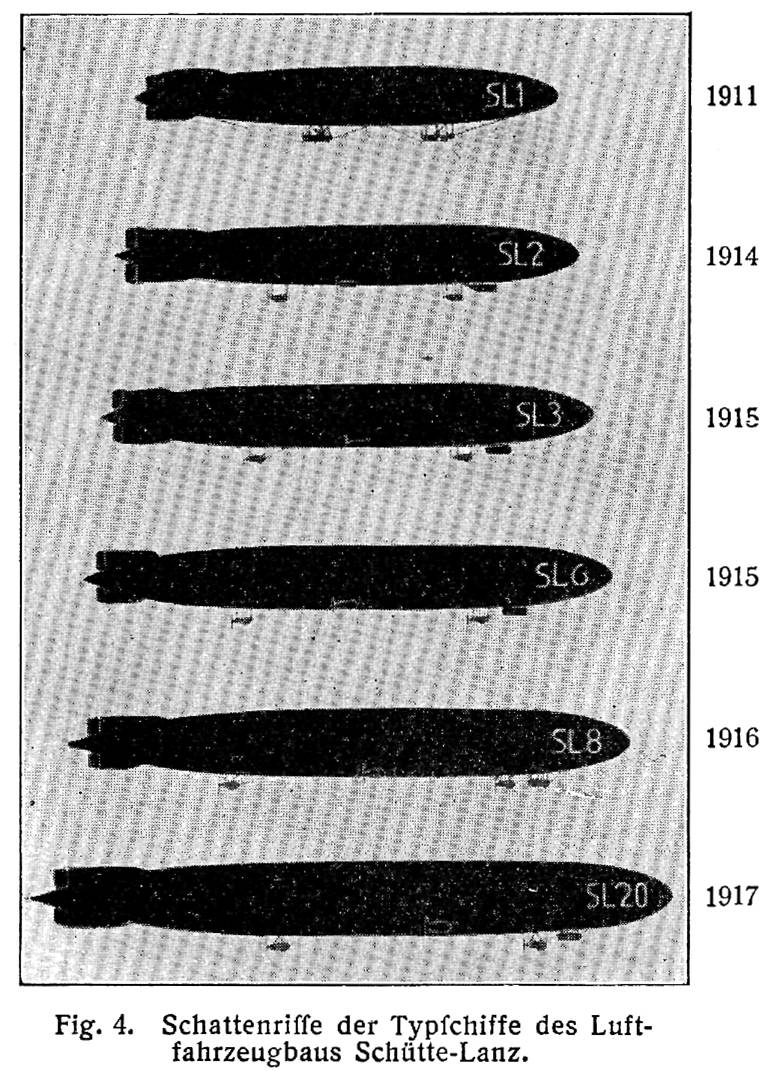
6隻のSL飛行船の比較シルエット図

シュッテ＝ランツ （独: Schütte-Lanz）は、1909年から1917年にかけてドイツのシュッテ＝ランツ飛行船会社によって設計・建造された硬式飛行船であり、全部で22隻が完成した。第一次世界大戦後も試験用1隻、旅客輸送用4隻の建造が計画されたが実現しなかった。シュッテ＝ランツ飛行船は、フェルディナント・フォン・ツェッペリンが建造した有名なツェッペリン飛行船の、初期における強力なライバルだった。

## 沿革
ツェッペリンLZ 4飛行船が1908年にエヒテルディンゲン（Echterdingen）で遭難したのをきっかけに、ヨハン・シュッテ教授は飛行船の設計について研究を始めた。教授は彼自身が科学的に設計した高性能飛行船を、学生の協力を得て開発することを決意した。そして1909年4月22日、カール・ランツ博士や工業経営者、木製品メーカーなどと協力して「シュッテ＝ランツ飛行船会社」を設立した。シュッテ＝ランツの飛行船はいくつかの先進的な技術革新の導入を行い、立ち上がりから成功を収めた。
第一次世界大戦終了までに24隻のシュッテ＝ランツ飛行船が設計されたが、そのほとんどの代金はドイツ帝国の崩壊のために支払われなかった。最後の8隻が完成する頃には、熟練した乗組員がほとんど失われたことと、その木造構造にかかわる深刻な問題のために運用が不可能になっていた。飛行船の第一人者であるペーター・シュトラッサーは次のように言っている。
『大部分のシュッテ＝ランツ飛行船は戦闘場面での作戦行動、特に海軍による運用は不可能である。なぜなら、その木造構造は海上での運用に必ず付随する湿度の高い状況に対処することができないからである。』
この判断により、シュッテ＝ランツ社は木造飛行船の建造をあきらめ、管状アルミ製のフレームによる飛行船の研究を始めたが、結局完成しなかった。
第一次世界大戦後の時期、ランツ教授は、アメリカ海軍の硬式飛行船ZRS-4およびZRS-5への提案を行うとともに、大西洋と太平洋を横断して旅客輸送を行う一連の先進的巨大飛行船の設計を行った。しかし、連合国の反対により、いずれも実現することはなかった。
以下に示す全シュッテ＝ランツ飛行船の一覧を詳細に見れば、同社が最終的に倒産に至った理由がよく理解できる。シュッテ＝ランツ飛行船は、1918年まで、木材と合板を接着して作られていた。接着部分は湿気によって劣化しやすい傾向がある。防水が不完全な外皮の中に水が入ると、シュッテ＝ランツ飛行船は構造的に脆くなった。この問題は雨天での作戦によって引き起こされる傾向があったが、のみならず、不完全な、あるいは損傷を受けた格納庫を使うことにより知らぬ間にそうなる場合もあった。
もう一つの問題は最初のものと関連する。ドイツ海軍は海岸近くの高湿度の場所に基地を持っており、それゆえ木製合板でできた機体を受け入れるのを嫌った。結果としてシュッテ＝ランツ飛行船の主要な顧客はドイツ陸軍となったが、ドイツ陸軍は海軍よりも早く、飛行船が（空気より重い）飛行機の攻撃に対して無力であると断定した。以下のSL飛行船一覧からは、顧客が突然姿を消したことが明らかである。
3番目は技術的な問題である。木製合板はあるサイズまでは、飛行船の構造材料として理論的な優位があったが、張力に関するアルミニウム（後にはジュラルミン）の優位は、圧縮に関する木材の優位より重要であった。
会社の倒産には政治経済的要因もあるが、それはまだ完全に研究されてはいない。ドイツの軍と政府の中にはツェッペリンロビーがいて、ツェッペリン以外のあらゆる飛行船メーカー（それがどのような優れた技術革新を提案したかに関係なく）を排除することを望んでいたというのは確かなことである。

## シュッテ＝ランツ飛行船一覧

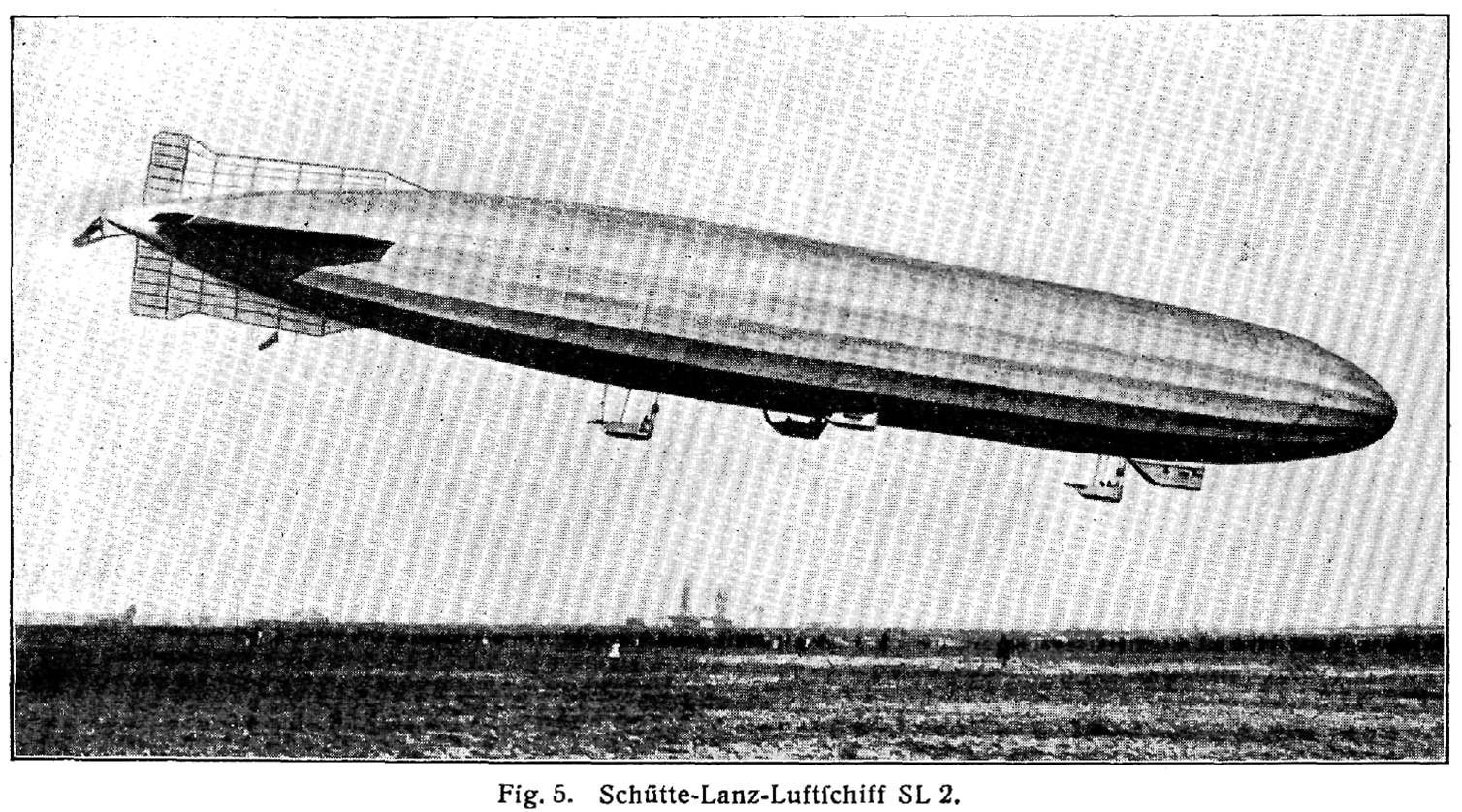
SL2。船体の下に4基のエンジン・ゴンドラを吊り下げている。（1920年の「Lexikon der gesamten Technik」より。

### SL1
「SL1」は、シュッテ＝ランツ飛行船会社が建造し、飛行させた20隻の飛行船で最初のものである。建造はマンハイム近郊のライナウ（Rheinau）にある大格納庫で行われた。動力は船腹の2つのゴンドラに取り付けられた4基の125馬力ダイムラー・ベンツエンジンだった。シュッテ＝ランツ船の特徴は、構造材が（おそらく）防水・防霜加工された特別な合板で造られていたことである。SL1はダイヤモンド型の格子状フレームで造られ、流線型の外形を持ち、38.3 km/hの速度記録を出すことができた。SL1のこの構造は、後のものとしてはウェリントン爆撃機他のビッカース機の大圏構造（geodetic construction method、en:Geodetic airframe#Aeroplanesを参照）などに似ているが、当時のものとしては、構造的に、第一次世界大戦の初期にイギリスで設計され、部分的に建造も行われたマクミーチャム飛行船が比較される。1911年10月から1912年12月にかけて53回の試験飛行が行われ、その最も長時間の飛行は16時間以上に達した。同船は1912年12月12日にドイツ陸軍に引き渡されたが、その直後、一時的な係留設備から嵐によって引き離され、破壊された。

### SL2
シュッテ＝ランツ飛行船SL2は性能において同時期のツェッペリン飛行船を凌いでいた。SL2はツェッペリンのリングと桁による建造方法を採用したが、一方でSL1の流線型の形態と合板構造も維持していた。SL2は、その後すべての硬式飛行船で採用される2つの不可欠な設計上の革新を実地に移したという点でも、当時最も重要な飛行船であった。ひとつは1対の方向舵と1対の昇降舵からなる十字形の尾翼であり、2つめは、エンジンを別々の流線形のゴンドラに収めたことである。さらに軍事面では3つめの革新もあり、それはエンジン架のそれぞれに敵機の攻撃から守るための重機関銃を取り付けたことだった。
SL2は1914年1月から5月にかけて建造され、オーストリア軍の管轄に移された。そして大戦の最初の年に、ポーランドとフランスに対して6回の任務を遂行した。1915年夏に大型化の改造が行われた後さらに数回の任務を遂行したが、1916年1月10日、燃料が尽きてルッケンヴァルデ（Luckenwalde）で行動不能となり、廃棄された。SL2はシュッテ＝ランツの進んだ技術と、ある一定のサイズに達するまでは、張力よりも圧縮に対して優れている木材の特質がシュッテ＝ランツ型の飛行船に技術的な優位を与える完璧な例だった。

### SL3 - SL5
SL3
ポメラニアのゼディン（Seddin）を基地とする海軍飛行船。偵察飛行を30回、イングランド爆撃を1回行った。SL3の軍歴のハイライトは1915年9月24日のイギリス潜水艦E4に対する攻撃だった。1916年5月1日、外気への露出のために構造が劣化したSL3は、リガの近くで行動不能となった。
SL4
ゼディンを基地とする海軍飛行船。偵察飛行を21回と、東部戦線の敵の港への爆撃を2回行った。1915年12月14日、格納庫の屋根が積雪で崩壊したことにより破壊された。
SL5
ダルムシュタットを基地とする陸軍飛行船。最初の飛行で構造に損傷を受けたが、数ヶ月かけて復旧した。2回目の飛行の際、悪天候によってギーセンに墜落し、1915年7月5日に登録抹消された。

### SL6 - SL7
SL6
ゼディンを基地とする海軍飛行船。偵察飛行を6回行ったが、1915年11月10日、離陸中に操縦不能となり、原因不明の爆発を起こした。
SL7
ケーニヒスベルクを基地とする陸軍飛行船。偵察飛行を3回、爆撃を3回を行った後、構造的な問題を起こした。その後修繕され、おそらく大型化されたが、陸軍が飛行船による作戦を終了した1917年3月6日に廃棄された。

### SL8 - SL19
SL8
セディンを基地とする海軍飛行船。偵察飛行を34回、爆撃を3回行い、それぞれ4,000 kgの爆弾を投下した。これはシュッテ＝ランツ飛行船の作戦回数の最高記録である。1917年11月20日に老朽化のため廃棄。
SL9
ゼディンを基地とする海軍飛行船。偵察飛行を13回と、爆撃を4回行い、それぞれ4,230 kgの爆弾を投下した。1917年3月30日、バルト海において、おそらく落雷により破壊された。
SL10
ブルガリアのヤンボルを基地とする陸軍飛行船。16時間の偵察飛行を行った。1916年7月28日、セヴァストポリ攻撃の後、おそらく悪天候により失われた。
SL11
シュピッヒ（Spich）を基地とする陸軍飛行船。1916年9月3日、イギリス陸軍航空隊のウィリアム・リーフ・ロビンソン中尉の操縦するBE 2Cから発射された焼夷弾によって、ハートフォードシャー上空で撃墜された。
SL12
アルホルンを基地とする海軍飛行船。完成の前に設計が時代遅れであるとされ、偵察飛行にのみ使用された。格納庫近くのガスタンクが攻撃された際に重大な損害を受け、1916年12月28日に除籍された。
SL13
ライプツィヒを基地とする陸軍飛行船。戦闘任務には不適であるとされ、訓練にのみ使用された。1917年2月8日、大雪で格納庫が崩壊した際に大破。
SL14
ゼーラーペン（Seerapen、ケーニヒスベルク近郊）とヴァイノーデン（Wainoden、現ラトビア）を基地とする海軍飛行船。偵察飛行を2回、爆撃を2回行ったが、2回目のリガ爆撃はエンジン故障のため中止された。1917年2月に再建造されたが、その後損傷を受け、1917年5月18日、最終的に廃棄された。
SL15
マンハイムを基地とする陸軍飛行船。実戦任務に使われないまま、1917年8月に廃棄。
SL16
陸軍向けに建造されたが公式に就役することはなかった。シュピッヒに格納されたまま1917年8月に廃棄された。
SL17
陸軍向けに建造されたが公式に就役することはなかった。アレンシュタインに格納されたまま1917年8月に廃棄された。
SL18
ライプツィヒ基地で完成したが、1917年2月8日、格納庫の崩壊で破壊された。
SL19
ライプツィヒ基地のスペース不足のために未完成。1917年2月8日、格納庫の崩壊で破壊された。

### SL20 - SL22
SL20
アルホルンを基地とする海軍飛行船。2回の任務を行ったが、1918年1月5日に、格納庫の爆発とそれに続く火災によって、4隻のツェッペリン飛行船とともに焼失した。
SL21
陸軍向けに建造されたが公式に就役することはなかった。ツェーゼン（Zeesen）を基地として静止試験に使用され、1918年2月に廃棄された。
SL22
海軍向けに建造されたがペイロード不足を理由に受領を拒否された。ゲーゲン（Gegen）基地にあって、1920年6月に廃棄された。

### SL23 - SL24
SL23
未就役。管状アルミニウムフレームによる最初のシュッテ＝ランツ飛行船。戦争終了時には完成していたと思われるが詳細不明。
SL24
未就役。管状アルミニウムフレームによる2番目のシュッテ＝ランツ飛行船。戦争終了時には完成していたと思われるが詳細不明。

### SL101 - SL103
SL101「アトランティック」
戦後、シュッテ＝ランツ社はいくつかの平時の飛行船プロジェクトを作成したが、いずれも実現しなかった。その最初のものはSL101で、金属フレームのSL23、SL24を基礎としており、ニューヨークまたは南アメリカとの間の大西洋横断定期飛行サービスを対象としていた。
SL102「パンアメリカ」
ニューヨークまたは南アメリカとの間の大西洋横断定期飛行サービスを対象としていた。
SL103「パシフィック」
これもニューヨークまたは南アメリカとの間の大西洋横断定期飛行サービスを対象としたものだが、船名からは別の意図が見受けられる。

### 各船の要目
| 船名                   | 初飛行     | 全長 （m） | 直径 （m） | ガス容積 （m3） | 速度 （km/h） | 積載量 （トン） | 発動機                                          |
| ---------------------- | ---------- | ---------- | ---------- | --------------- | ------------- | --------------- | ----------------------------------------------- |
| SL1                    | 1911-10-1  | 131        | 18.4       | 19,000          | 38.3          | 4.5             | ダイムラー ×4（500 hp）                         |
| SL2                    | 1914-2-28  | 144 156    | 18.2       | 25,000 27,500   | 88.2 89.3     | 8 10.4          | マイバッハ ×4（720 hp） マイバッハ ×4（840 hp） |
| SL3                    | 1915-2-4   | 153.1      | 19.75      | 32,390          | 84.6          | 13.2            | マイバッハ ×4（840 hp）                         |
| SL4                    | 1915-5-2   | 153.1      | 19.75      | 32,470          | 85            | 13.4            | マイバッハ ×4（840 hp）                         |
| SL5                    | 1915-2-4   | 153.1      | 19.75      | 32,470          | 83.2          | 14.3            | ダイムラー ×4（840 hp）                         |
| SL6                    | 1915-10-9  | 162.1      | 19.75      | 35,130          | 92.9          | 15.8            | マイバッハ ×4（840 hp）                         |
| SL7                    | 1915-9-3   | 162.1      | 19.75      | 35,130          | 92.9          | 15.6            | マイバッハ ×4（840 hp）                         |
| SL8                    | 1916-3-30  | 174        | 20.1       | 38,780          | 96.8          | 18.7            | マイバッハ ×4（960 hp）                         |
| SL9                    | 1916-3-30  | 174        | 20.1       | 38,780          | 92.9          | 19.8            | マイバッハ ×4（960 hp）                         |
| SL10                   | 1916-3-30  | 174        | 20.1       | 38,800          | 90            | 21.5            | マイバッハ ×4（960 hp）                         |
| SL11                   | 1916-8-1   | 174        | 20.1       | 38,780          | 91.8          | 21              | マイバッハ ×4（960 hp）                         |
| SL12                   | 1916-11-9  | 174        | 20.1       | 38,780          | 86.4          | 21              | マイバッハ ×4（960 hp）                         |
| SL13                   | 1916-10-29 | 174        | 20.1       | 38,780          | 90            | 20.5            | マイバッハ ×4（960 hp）                         |
| SL14                   | 1916-5-16  | 174        | 20.1       | 38,800          | 93.6          | 20.5            | マイバッハ ×4（960 hp）                         |
| SL15                   | 1916-11-4  | 174        | 20.1       | 38,780          | 95.4          | 21.5            | マイバッハ ×4（960 hp）                         |
| SL16                   | 1917-1-18  | 174        | 20.1       | 38,800          | 95.4          | 21.5            | マイバッハ ×4（960 hp）                         |
| SL17                   | 1917-4-19  | 174        | 20.1       | 38,780          | 95.4          | 21.5            | マイバッハ ×4（960 hp）                         |
| SL18                   | 未         | 174        | 20.1       | 38,800          | 未            | 21.5            | マイバッハ ×4（960 hp）                         |
| SL19                   | 未         | 174        | 20.1       | 38,800          | 未            | 21.5            | マイバッハ ×4（960 hp）                         |
| SL20                   | 1917-9-9   | 198.3      | 22.96      | 56,000          | 102.6         | 35.5            | マイバッハ ×5（1,200 hp）                       |
| SL21                   | 1917-11-26 | 198.3      | 22.96      | 56,350          | 102.6         | 36              | マイバッハ ×5（1,200 hp）                       |
| SL22                   | 1918-6-5   | 198.3      | 22.96      | 56,350          | 95.4          | 37.5            | マイバッハ ×5（1,200 hp）                       |
| SL23                   | 未         | 202        | 25.4       | 68,800          | 122.4         | 46              | マイバッハ ×8（2,240 hp）                       |
| SL24                   | 未         | 232        | 25.4       | 78,800          | 116.6         | 59.5            | マイバッハ ×8（2,240 hp）                       |
| SL101 アトランティック | 未         | 228.5      | 28.75      | 101,700         | 130           |                 |                                                 |
| SL102 パンアメリカ     | 未         | 298        | 38.54      | 220,000         | 130           |                 |                                                 |
| SL103 パシフィック     | 未         | 274.5      | 34.77      | 150,000         | 130           |                 |                                                 |

- 発動機の馬力はすべて合計値
- SL2は再建造され、大型化している。

## アメリカ飛行船競作への参加
シュッテ＝ランツ社は1926年のアメリカ海軍の競作にも参加したが敗れた。競作の勝者はグッドイヤー社設計のアクロン（ZRS-4）とメイコン（ZRS-5）だった。

## 参考資料
- Manfred Griehl and Joachim Dressel, Zeppelin! The German Airship Story, 1990 ISBN 1-85409-045-3
- Lueger, Otto: Lexikon der gesamten Technik und ihrer Hilfswissenschaften, Bd. 1 Stuttgart, Leipzig 1920. digital scan
- Lord Ventry and Eugene Kolesnik, Jane's Pocket Book 7 - Airship Development, 1976 ISBN 0356-04656-7
- Lord Ventry and Eugene Kolesnik, Airship Saga, 1982 ISBN 0713710012
- Wentzler, Sebastian, 2000. Die Schütte-Lanz Innovation, ISBN 3-8142-0718-1, PDF （ドイツ語）